# Агесандр
Агесандр с Родоса (др.-греч. Άγήσανδρος; II—I вв. до н. э.) — известный по единственному упоминанию у Плиния древнегреческий скульптор, сын Пайония. О времени жизни Агесандра жаркие споры идут со времён Винкельмана (который считал Агесандра современником Лисиппа).
Вместе с Полидором и Афинодором выполнил (предполагается, скопировал с более древнего оригинала) скульптурную группу «Лаокоон и его сыновья» (40-20 гг. до н. э.). Она была найдена в 1506 году на месте Золотого дома Нерона, находится в Ватиканских музеях.
В 1959 году в местечке Сперлонга были обнаружены фрагменты некоторых других работ Агесандра. Был обнаружен очень большой набор скульптур, которые сейчас хранятся в созданном для них музее. Одна часть, носовая часть корабля «группы Сциллы», была подписана именами их отцов в другом порядке. 